# Plattenwärmeübertrager

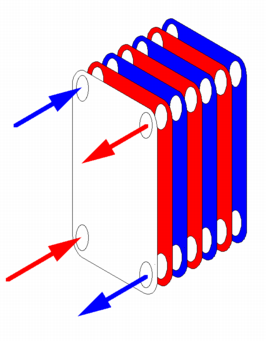
Schematische Darstellung eines Plattenwärmeübertragers

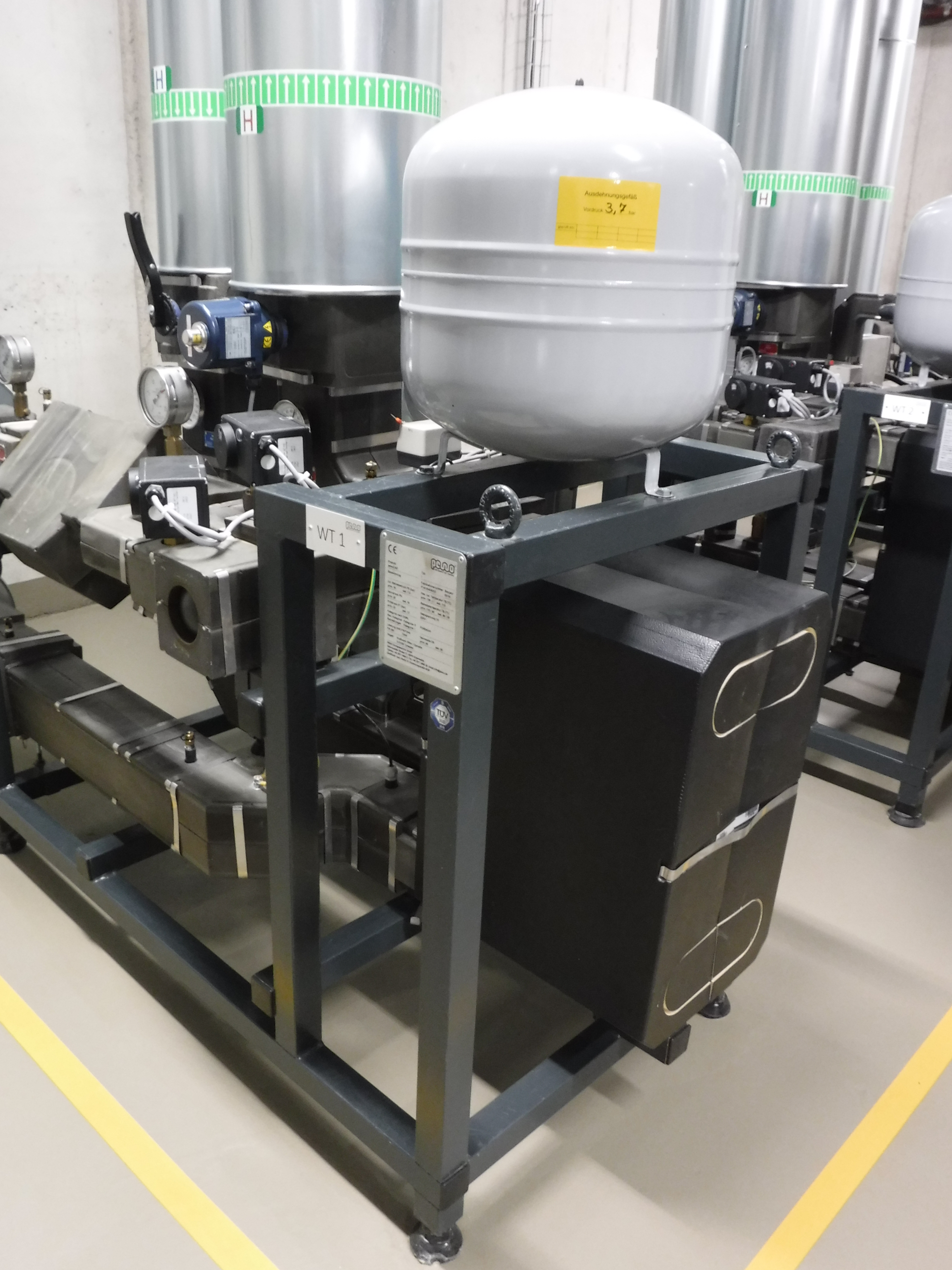
Kompakter Plattenwärmeübertrager (in der schwarzen Box)

Ein Plattenwärmeübertrager (PWÜ) – oft auch als Plattenwärmetauscher (PWT) oder Plattenkühler (PK) bezeichnet – ist eine spezielle Bauform eines Wärmeübertragers. Er besteht aus wellenförmig profilierten Platten, die so zusammengesetzt sind, dass jeweils in den aufeinanderfolgenden Zwischenräumen einmal das aufzuwärmende und danach das wärmeabgebende Medium fließt. Das Plattenpaket ist nach außen und zwischen den Medien abgedichtet und wird beispielsweise mit Spannschrauben zusammengehalten.
Aufgrund ihrer besonderen Bauweise sind (geschraubte) Plattenwärmeübertrager sehr gut erweiterbar, und sehr flexibel bzgl. der Gestaltung der Strömungsführung, welche durch die Lage der Dichtungen determiniert ist.

## Bauformen
Eine häufige Bauform sind gelötete Plattenwärmeübertrager. Bei dieser Bauform sind die einzelnen Platten miteinander verlötet, so dass auf die Spannschrauben verzichtet werden kann. Bei Defekten innerhalb des Plattenpaketes können einzelne Platten jedoch nur bei der geschraubten Bauform ausgetauscht werden. Gelötete Plattenwärmeübertrager müssen bei einem solchen Defekt komplett erneuert werden.
Eine weitere Bauform besteht aus lasergeschweissten Kassetten (LWC = Laser Welded Cassette). Hier werden jeweils zwei Platten mit einem Laser zu einer gasdichten Kassette verschweißt. Das Plattenpaket wird mit Spannschrauben zusammengespannt, so dass eine Demontage oder Erweiterung jederzeit möglich ist. Diese Bauform eignet sich besonders für ein kritisches Medium (geschweißter Spalt) und ein Service-Medium (gedichteter Spalt). In den Plattenwärmeüberträgern findet ein intensiver Wärmeübergang statt, der durch Turbulenzen bei der Durchströmung zusätzlich erhöht werden kann. Eine turbulente Durchströmung wird in erster Linie durch das Profil auf den Platten erreicht.
Plattenwärmeübertrager können sehr kompakt gebaut werden und haben bezogen auf ihre geringe Größe eine sehr hohe Wärmestromdichte, weshalb sie in den verschiedensten Bereichen verwendet werden, u. a. in der Industrieheiz-, -kühl- und der Solartechnik.

## Reinigung

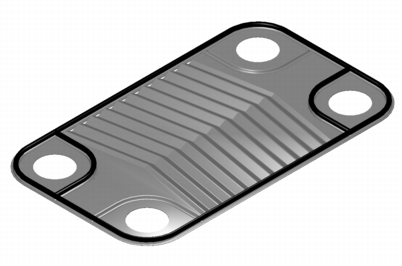
Einzelne Platte des Plattenwärmeübertragers

Aufgrund der geringen Abstände zwischen den einzelnen Platten wird der Durchfluss leicht durch Verschmutzungen behindert oder gar blockiert. Durch Verschmutzung oder Verkalkung verstopfte Plattenwärmeübertrager müssen gespült oder auf eine andere Art und Weise gereinigt werden.
Bei der Spülung werden in der Regel säurehaltige Lösungen verwendet. Bei massiver Blockade können die geschraubten Plattenwärmeübertrager zur Reinigung in ihre Einzelteile zerlegt werden, während die gelöteten Plattenwärmeübertrager ausgetauscht werden müssen. Wegen der Verstopfungsgefahr eignen sich Plattenwärmeübertrager beispielsweise nicht als Brauchwasserkühler oder für andere partikelhaltige Medien.
In Fernwärmenetzen werden Plattenwärmeübertrager häufig zur Trennung von Primärkreislauf und Sekundärkreislauf in den fernwärmeversorgten Gebäuden eingesetzt.
Bei der Milchgewinnung werden Plattenkühler oder auch Rohrkühler zur Vorkühlung der Milch eingesetzt, bevor sie im Milchkühltank aktiv auf die Lagertemperatur heruntergekühlt wird.